# Godmania aesculifolia
Godmania aesculifolia là một loài thực vật có hoa trong họ Chùm ớt. Loài này được (Kunth) Standl. mô tả khoa học đầu tiên năm 1925.